# Galerie nad Vltavou
Galerie nad Vltavou je bytový komplex v Česku nacházející se v pražské Libni, který byl definitivně dostavěn v roce 2006. Zahrnuje 346 bytových jednotek, ve kterých žije 1000 až 1500 lidí. Nachází se 5 minut od metra Ládví, poblíž v přilehlém parku se také nachází přírodní památka Okrouhlík.

## Rozdělení na etapy
Komplex je rozdělen na tři etapy, první etapa byla dokončena v roce 2004 a jedná se o 6 domů s jedním vchodem, v každém se nachází zpravidla 20 bytů. Výjimkou je žlutý dům na konci ulice Nad Okrouhlíkem, který je rozsáhlejších rozměrů a vchody má dva. Pod každým domem jsou podzemní garáže. V druhé etapě byl postaven dům 2351, tedy dům ve tvaru písmene U s pěti vchody. V tomto domě je 130 bytových jednotek, každá má svojí vlastní terasu. Bylo postaveno pouze jedno patro garáží, za což byl Metrostav dlouhodobě kritizován vlastníky. Místo v garáži tedy najde sotva půlka vlastníků bytu. Třetí etapa je téměř totožná s tím, že byla vystavěna dvě patra garáží, čímž byl vyřešen problém, který se odehrával v druhé etapě. Od druhé etapy se liší pouze jinou barvou zábradlí u teras, tmavě červenou barvu nahradila světlá žlutá.

## Problém se statikou
V roce 2016 se na domech první etapy začal objevovat problém, na který upozornila radnice Prahy 8 i statici. Domům hrozilo, že pokud se včas nepodepřou důležitá místa, hrozí, že dům spadne. Vlastníci se tedy z domu museli na dva měsíce vystěhovat, aby v jejich bytech mohli probíhat stavebnické práce, které měli podepřít konstrukci domu. 

## Ocenění
Stavba postoupila do druhého kola soutěže Stavba roku 2006. Soutěž vyhrál komplex Mazanka, se kterým Galerie nad Vltavou sousedí.  Projekt vyhrál cenu státního fondu bydlení 2006. 